# Prima comunione
Prima comunione és una pel·lícula de comèdia dramàtica italiana del 1950 dirigit per Alessandro Blasetti i interpretat per Aldo Fabrizi.
La pel·lícula, que toca moments divertits i amargs, es caracteritza per la notable interpretació de Fabrizi, capaç de passar amb facilitat del còmic als moments dramàtics. Per l’actuació va rebre un Nastro d'Argento al millor actor protagonista. També va participar en l'11a Mostra Internacional de Cinema de Venècia.
Prima comunione ha estat inclòs a la llista 100 film italiani da salvare.

## Sinopsi
És Setmana Santa: la filla del senyor Carloni, propietari d’una pastisseria a Roma, ha de fer la primera comunió. Però quan l'home es desperta, el vestit encara no ha arribat: decideix anar a buscar la modista a casa seva per recollir el vestit, amb el seu nou cotxe que condueix amb dificultat. De fet, durant el viatge primer rep una multa, després arriba a casa de la modista i recull el vestit, però en aquest punt el cotxe es trenca i la tornada a casa es converteix en un negoci: els taxis no l'agafen, els autobusos estan plens, discuteix amb tothom.
Després de la més violenta d’aquestes renyines, Carloni deixa el vestit a un coix per tenir les mans lliures: comença així una baralla al final de la qual el coix ha desaparegut. Intenta trobar-lo de totes les maneres, creient que li ha robat el vestit, però en va. Després torna a casa on l'espera un client descontent amb la sorpresa trobada en un ou comprat a la seva pastisseria; la seva filla es desespera i la seva dona es posa nerviosa.
Una veïna ofereix el seu vestit de primera comunió, que, però, primer ha d'adaptar. Per tant, cal temps i Carloni no té més remei que intentar convèncer el rector de la parròquia que retardi una mica la cerimònia; el prelat li dona un petit respir, però retreu a Carloni que no sigui creient i que no vagi a missa.
Quan tot sembla perdut, arriba el coix, que ha llegit l'adreça a l'etiqueta del vestit i, finalment, la cerimònia pot començar

## Repartiment
- Aldo Fabrizi - Senyor Carloni
- Gaby Morlay - Maria Carloni
- Ludmilla Dudarova -	Senyoreta Ludovisi
- Lucien Baroux	 - L’arquebisbe
- Enrico Viarisio		-	L'uomo del filobus
- Andreina Mazzotto	-	Anna Carloni
- Adriana Gallandt		-	Antonia, la cambrera
- Ernesto Almirante	-		L'invitat ancià
- Aldo Silvani		-	Inquilino con scarpe rumorose
- Lauro Gazzolo		-	Client que compra l’ou de pasqua
- Max Elloy		-	Lo spazzino
- Jean Tissier		-	El metge al taxi
- Amedeo Trilli		-	El vigilant urbà
- Dante Maggio		- Metropolitano que regula el trànsit
- Carlo Romano - El taxista

## La crítica
| «                                                           | "Una història exemplar a la manera de Zavattini, autor del tema, amb fets i fets de la vida quotidiana que prenen el caràcter de símbols de la nostra societat, personatges i punts que resumeixen en alguns traços certs aspectes de la nostra vida comuna, proporciona la matèria primera per una pel·lícula que Blasetti va dirigir amb gràcia i lleugeresa, bon estil i ironia, recordant 4 passi fra le nuvole | » |
| — Gianni Rondolino al Catalogo Bolaffi volume 1, 1945/1955. | |   |

## Detalls
- La veu del narrador és Alberto Sordi.
- Recaptació constatada el 31 de març de 1959 Lit. 222.402.366
- Va ser la primera pel·lícula que es va projectar al cinema Valentino d'Avezzano (a l'entorn immediat de l’Ajuntament i la plaça Torlonia), inaugurant-la en tots els aspectes. Era la tarda del dissabte 30 de desembre de 1950.[6]

## Reconeixement
- 1951 - Nastro d'argento
  - Millor director (Alessandro Blasetti)
  - Millor actor protagonista (Aldo Fabrizi)
  - Millor guió (Cesare Zavattini i Alessandro Blasetti